# Шумарски факултет Универзитета у Бањој Луци
Шумарски факултет у Бањој Луци налази се у саставу Универзитета у Бањој Луци, једног од два државна универзитета у Републици Српској.
Декан Шумарског факултета је проф. др Војислав Дукић.
Шумарски факултет је 1992. пресељен у Бању Луку. Одлука о промјени сједишта Шумарског факултета у Сарајеву, због ратних дејстава, донесена је 12. септембра 1992. Извођење наставе за студенте прве године започето је у школској 1993/94. години. Први декан је био проф. др Ратко Чомић.